# Mr. Lucky
Mr. Lucky – dziesiąty album studyjny (czternasty w ogóle) amerykańskiego muzyka Chrisa Isaaka wydany 24 lutego 2009 roku.

## Lista utworów
1. "Cheater's Town" – 3:37
2. "We Let Her Down" – 3:21
3. "You Don't Cry Like I Do" – 4:11
4. "We've Got Tomorrow" – 2:22
5. "Breaking Apart" – 3:39 (duet z Trishą Yearwood)
6. "Baby Baby" – 3:15
7. "Mr. Lonely Man" – 2:41
8. "I Lose My Heart" – 2:57 (duet z Michelle Branch)
9. "Summer Holiday" – 3:05
10. "Best I Ever Had" – 4:11
11. "We Lost Our Way" – 3:38
12. "Very Pretty Girl" – 4:20
13. "Take My Heart" – 2:23
14. "Big Wide Wonderful World "- 4:04
15. "I Got It Bad" (Utwór bonusowy dostępny przez )
16. "Dream Referred" (Utwór bonusowy dostępny przez )
17. "She" (Utwór bonusowy dostępny na iTunes)
18. "Movie Star is Sleeping" (Utwór bonusowy dostępny na iTunes)
19. "Keep the Heartache Real" (Utwór bonusowy dostępny na iTunes)
20. "Blues Has Found Us" (Utwór bonusowy dostępny na iTunes)